# Bento Mario Villamil Gonçalves
Bento Mario Villamil Gonçalves (Bagé, 1 de setembro de 1928 – 28 de março de 1995) foi um médico brasileiro.
Graduado pela Faculdade Nacional de Medicina da Universidade do Brasil em 1952. Foi eleito membro da Academia Nacional de Medicina em 1990, sucedendo Carlos Chagas Filho na Cadeira 86, que tem Carlos Chagas como patrono.